# 344000 Astropolis
344000 Astropolis este o planetă minoră (asteroid) din centura de asteroizi. A fost descoperită pe 7 octombrie 2004 la Observatorul Național Kitt Peak de Spacewatch. 
Obiectul prezintă o orbită caracterizată de o semiaxă mare de 2,3760593142708 UAi, o excentricitate de 0,09, o înclinație de 6,4 ° în raport cu ecliptica.